# Dicliptera australis
Dicliptera australis là một loài thực vật có hoa trong họ Ô rô. Loài này được (Nees) R.M.Barker mô tả khoa học đầu tiên năm 1986.